# 马萨诸塞大学阿默斯特分校

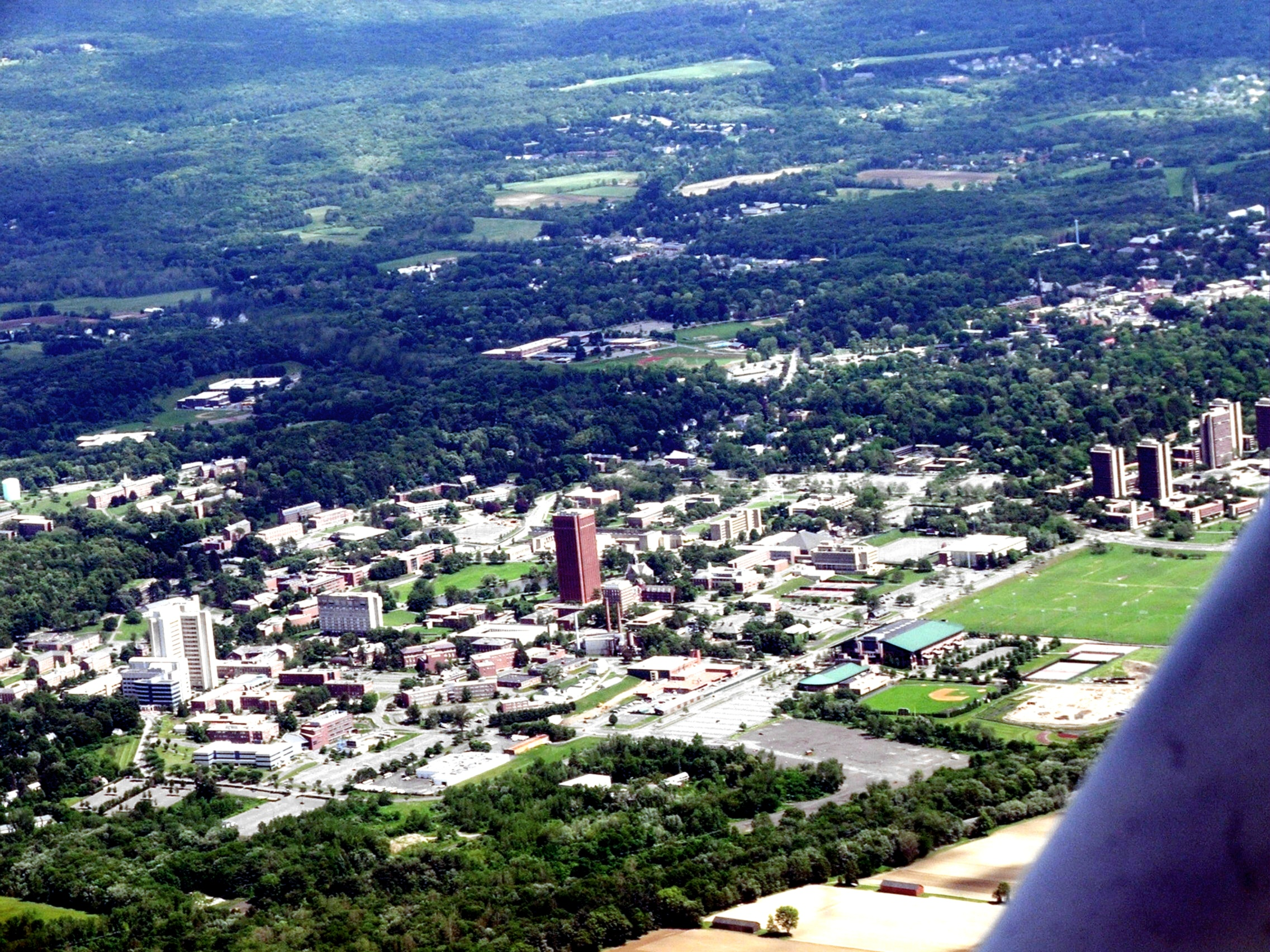
UMass Amherst 空照

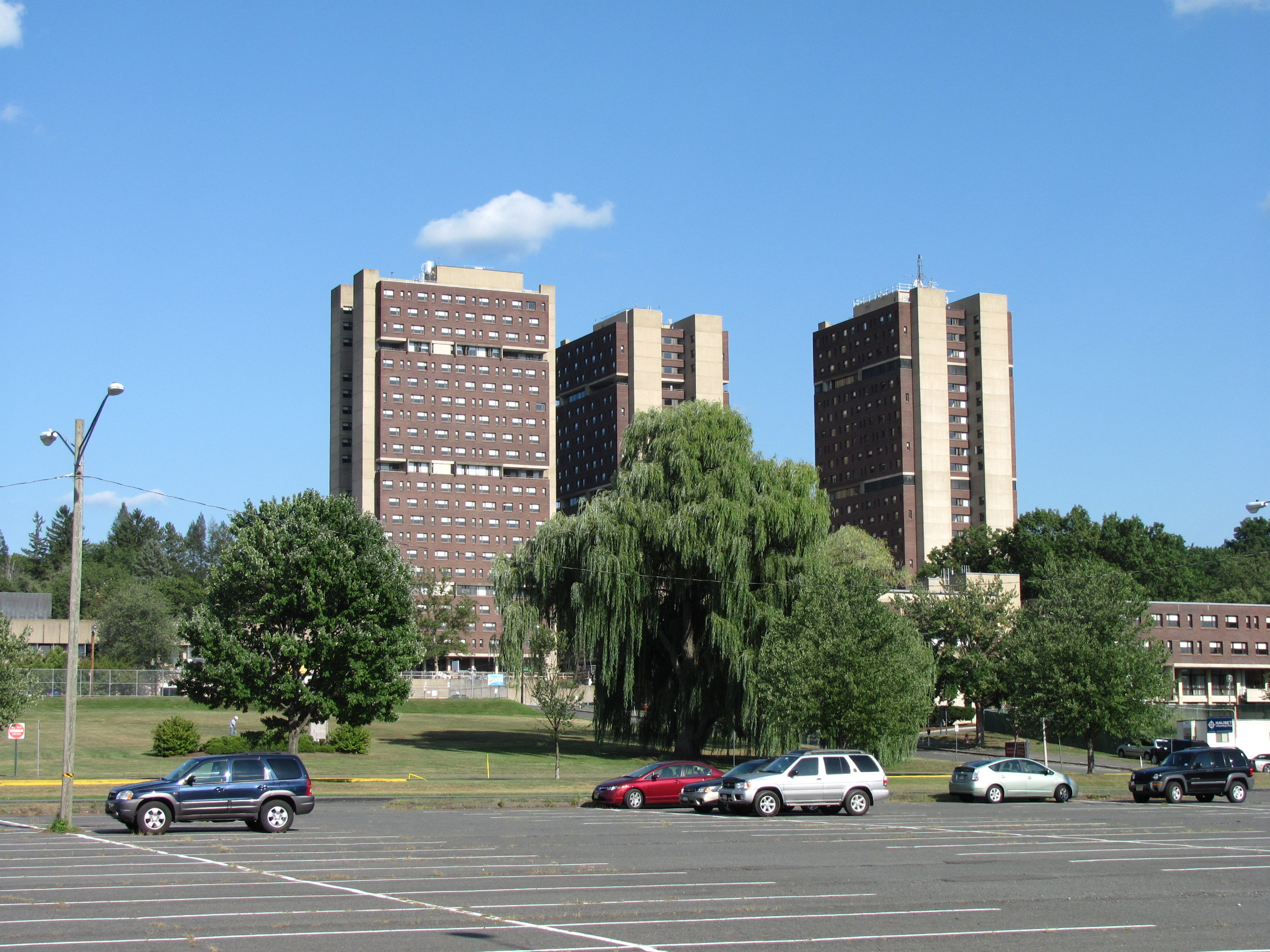
學生宿舍

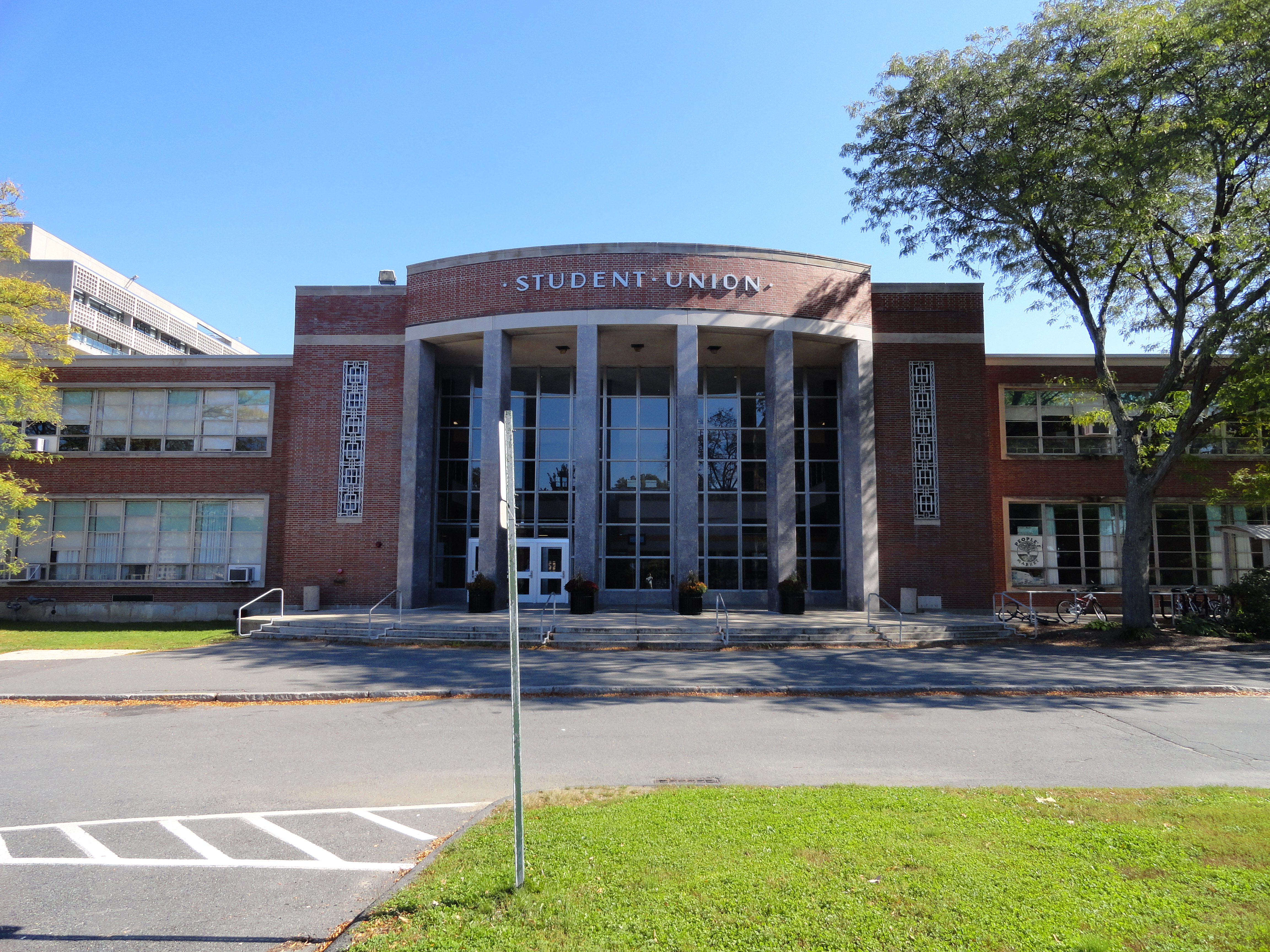
學生中心

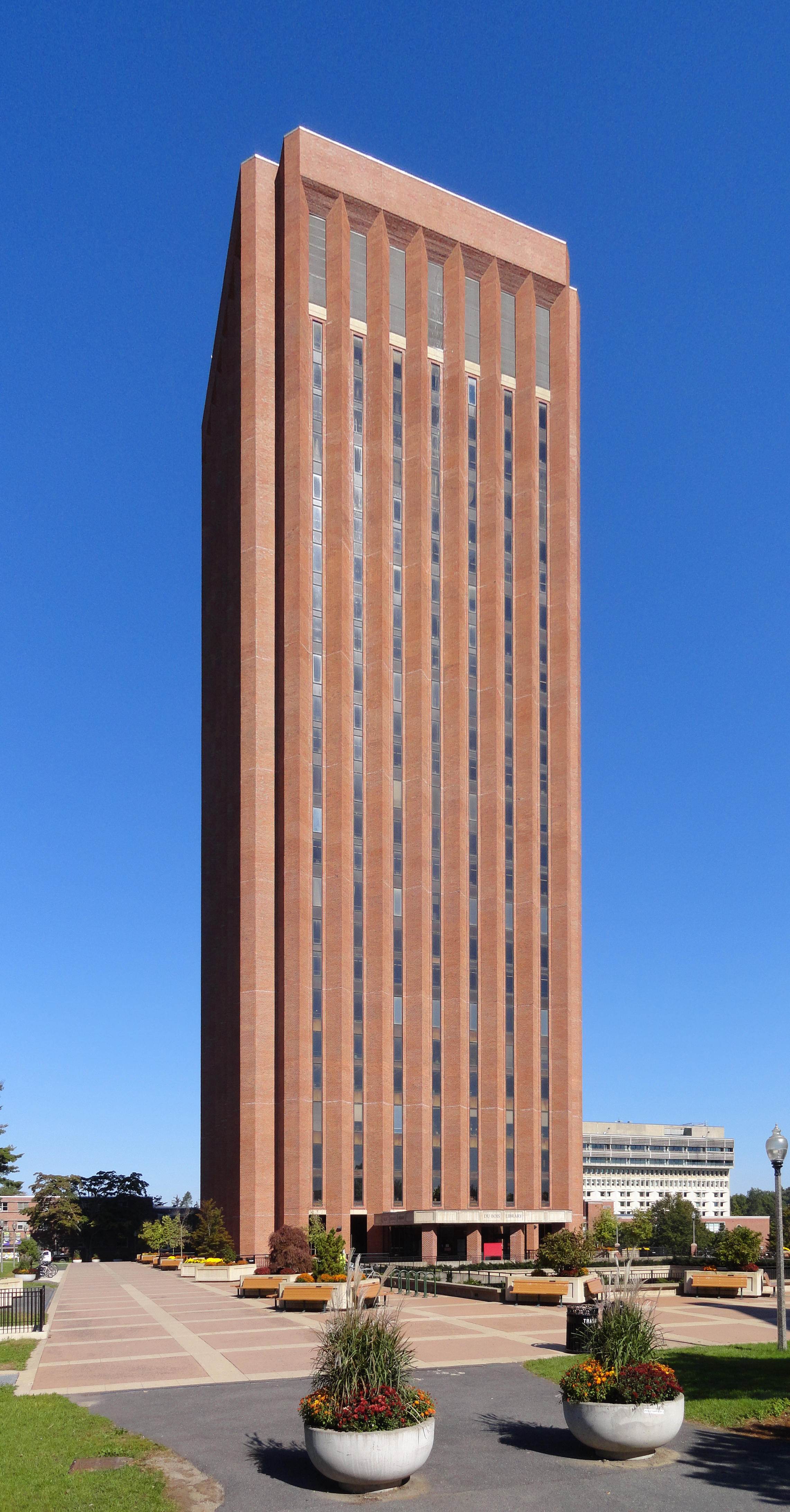
The W. E. B. Du Bois 圖書館

麻薩諸塞大學阿默斯特分校（英文：University of Massachusetts Amherst, 縮寫：UMass Amherst 或 UMass）, 簡稱麻省大學阿默斯特分校，是一所位於美國麻薩諸塞州的公立研究型大學。 它成立于1863年，是美國麻薩諸塞州公立大學系统五所校區之一。阿默斯特分校是麻省公立大學系統中的旗艦學校，也是最大和最老的學校。校區位于麻薩諸塞州西部的阿默斯特市，占地面積1,450畝，學生人數超過3萬人。
麻薩諸塞大學阿默斯特分校被列為卡內基教學促進基金會最高研究活動的研究型大學。 在2014財政年度，麻省大學阿默斯特分校的研究支出超過2億美元。該大學體育隊被稱為 Minutemen 和 Minutewomen，學校顏色為栗红色，黑色和白色; 學校的吉祥物是 Sam the Minuteman。 學校所有球隊都參加了 NCAA 第一級比賽。該大學是大西洋10大協會的成員，其冰上曲棍球參加東部冰球協會, 其美式足球為 NCAA FBS 獨立球隊。

## 入學統計
2024年最新統計，阿默斯特分校共有本科生23,515人，研究生7,078人，總共30,593人。
本科生申請總人數為41,922人，錄取率為58％。
SAT range : 1300-1480。
教授/學生比例: 18:1。

## 專業科系
麻省大學阿默斯特分校提供109個本科學位，77個碩士學位和48個博士學位。 該大學共有10所學院。 主校區位於阿默斯特市中心北部。 2012年，“美國新聞與世界報導”將阿默斯特市列為美國十大大學城之一。它也是Five College Consortium的成員。

## 排名
麻省大學阿默斯特校區歷史悠久，至今有150多年的發展歷史。作為麻省大學系統裡的旗艦學校，該校在國際上享有較高的聲譽。根據美國新聞與世界報導的2025年排名，麻省大學阿默斯特分校在美國全國大學總排名第58名, 最佳公立大學第23名, 全美最佳工程學院第48名, 全美最佳商學院第72名, 世界大學總排名第162名。
麻省大學阿默斯特校區 
電腦工程專業排名第34名、
工業/製造/系統工程第36名、
材料科學與工程第40名、
土木工程第48名、
人工智慧程式第20名、
工程專業排名第57名、
護理專業26名、
商科課程排名第65名。

## 知名校友及教職員
- 約瑟夫·泰勒，诺贝尔物理学奖获得者，麻省大学物理系教授
- 拉塞爾·赫爾斯，诺贝尔物理学家获得者，1975年麻省大学物理学博士
- 安德魯·巴托，图灵奖获得者，麻省大学资讯和计算机科学学院教授
- 理查德·S·萨顿，图灵奖获得者，阿尔伯塔大学计算机科学系教授，1984年麻省大学计算机科学系博士
- 周其凤，2008年11月-2013年担任北京大学校长，麻省大学高分子专业博士学位
- 傑克·威爾許，通用电气公司前首席执行官，毕业于麻省大学波士顿校区
- 郝龍斌，2010年起就任台北市市長，1984年獲得美國麻省大學食品科學博士學位
- 娜塔莎·特雷塞韦（英语：Natasha Trethewey），从麻省大学阿默斯特分校获得诗歌艺术学硕士学位，并在2007年获得了普利策奖
- 保羅·哈丁（英语：Paul Harding），1992年毕业于麻省大学，普利策奖奖获得者
- 赫伯特·比克斯（英语：Herbert Bix），1960年毕业于麻省大学，普利策奖奖获得者
- 杜占元，2010年起就任中华人民共和国教育部副部长，1993年毕业于美国马萨诸塞大学植物与土壤科学系植物生理生化专业，博士研究生
- 朱利叶斯·欧文，NBA历史上第一位“飞人”，他将滞空动作带入了NBA，开创了艺术篮球的先河，绰号“J博士”
- 罗伯·特米尔斯，原美国著名运动品牌“锐步”（Reebok）总裁兼首席执行官
- 杰克·坎菲尔，共同创作《心灵鸡汤》丛书
- 比尔·普尔曼，著名电影演员
- 杰夫·泰勒（英语：Jeff Taylor (entrepreneur)），美国最大求职网站Monster创建者
- 纳塔莉·科尔（英语：Natalie Cole），格莱美奖得主
- 比利金（英语：Billie King），前職業網球選手
- 露絲西蒙斯，布朗大學第18任校長